# 李宁波
李宁波（1962年1月—），福建闽侯人，汉族，中华人民共和国政治人物、第十二届全国人民代表大会广西地区代表。
毕业于广西师范大学国民经济学专业。中国共产党党员。2013年，担任全国人大代表。